# Gõ kiến nâu cổ đỏ
Gõ kiến nâu cổ đỏ (tên khoa học: Blythipicus pyrrhotis) là một loài chim trong họ Picidae. Loài này được tìm thấy tại Bangladesh, Bhutan, Campuchia, Trung Quốc, Hồng Kông, Ấn Độ, Lào, Malaysia, Myanmar, Nepal, Thái Lan, và Việt Nam. Sinh cảnh khu vực sống của loài này là rừng lá rộng nhiệt đới ẩm và cận nhiệt đới và rừng trên núi nhiệt đới ẩm hoặc cận nhiệt đới.